# Манфредония, Валентино
Валентино Манфредония (итал. Valentino Manfredonia, р.29 сентября 1989) — итальянский боксёр, чемпион Евросоюза, призёр Европейских игр.

## Биография
Родился в 1989 году. В 2014 году выиграл чемпионат Евросоюза. В 2015 году стал серебряным призёром Европейских игр.